# The Manuel Rivera-Ortiz Foundation for Documentary Photography & Film
Die The Manuel Rivera-Ortiz Foundation for Documentary Photography & Film ist eine 2010 vom Dokumentarfotografen Manuel Rivera-Ortiz gegründete gemeinnützige Stiftung mit Hauptsitz in Rochester, New York und Niederlassungen in Paris und Zürich.
Die Stiftung mit Schwerpunkt auf Fotografie als Dokumentation von Wirklichkeit bezweckt die Förderung unterrepräsentierter Fotografen, insbesondere aus weniger entwickelten Ländern, in vier spezifischen Programmbereichen: Preise und Stipendien, Ausstellungen, Publikation von Büchern, sowie Bildungsprogrammen.
Geschäftsführer der Stiftung ist Didier de Faÿs.

## Gewinner des Manuel Rivera-Ortiz Fotografie Stipendiums
- 2011 Mads Nissen[9][10][11][12]
- 2012 Gustavo Jononovich[13]
- 2013 Vivek Singh[14][15]
- 2014 Mohamed Ali Eddin[16][17]
- 2015 Pablo Ernesto Piovano[18][19]

## Preisträger des Manuel Rivera-Ortiz Fotografie Preises
- 2014 Camille Lepage[20][21][22][23]
- 2015 Lucien Clergue[24]
- 2015 Mo Yi[24]

## Preisträger des Manuel Rivera-Ortiz Film Preises
- 2013 Kannan Karunasalam
- 2014 Alfonso Moral
- 2015 Laurence Bonvin

## Publikationen
- A New Documentary, The Manuel Rivera-Ortiz Foundation for Documentary Photography and Film, 2013. ISBN 978-0-9896053-0-4.

## Ausstellungen
- 2013 Rencontres d’Arles, Arles, Frankreich[25][26]
- 2013 Ikono Gallery, Brüssel, Belgien[27]